# Hachisuka Haruaki
Hachisuka Haruaki (蜂須賀 治昭, né le 3 janvier 1758, mort le 13 mai 1814) est un daimyo de l'époque d'Edo qui gouverne le domaine de Tokushima.